# 郡山東部ニュータウン
郡山東部ニュータウン（こおりやまとうぶにゅーたうん）は、福島県郡山市の東部に位置するニュータウンである。JR郡山駅から4kmほど東の阿武隈丘陵に福島県住宅供給公社が造成した。

## 概要
- 造成後、住所は郡山市緑ケ丘東、および緑ケ丘西に変更された。
- 面積は1,569,000m2、計画戸数は、戸建2,129戸、集合住宅800戸で合計2,929戸、計画人口は11,800人とされ、福島県中部で最大級のニュータウンである。
- 美術館通りはニュータウン内に入ると片側1車線になり、1車線分は緑化された中央分離帯に姿を変える。
- ニュータウン中央部は、10戸ほどの戸建住宅で囲まれる形で設置された数ヶ所の緑地や、地下道を通して美術館通りと交差する形の緑ケ丘中央緑道などで緑化されている。
- 周囲には田畑が多く、5月から12月までの毎週日曜の朝、郡山東部ニュータウン朝市が開催され、農産物の直売が行われている。

## 施設
ニュータウン内の主な施設としては、以下のものがある。
- 尚志緑ケ丘幼稚園
- 緑ケ丘第一小学校
- 緑ケ丘中学校
- 緑ケ丘ふれあいセンター（市役所出張所、公民館、郡山市図書館分館などを併設）
- 郡山警察署東部駐在所
- 東部地域子育て支援センター
- 市営住宅緑ケ丘団地
- 県営住宅緑ケ丘団地
- 東部中央公園
- 緑ケ丘公園
- 郡山緑ヶ丘郵便局（無集配局。集配は宮城郵便局）
- 銀行ATMコーナー（東邦銀行、大東銀行）
- ショッピングセンター（ブイチェーン緑ケ丘店）

## 交通
- JR郡山駅付近の市街地と美術館通り、および県道65号小野郡山線で結ばれている。
- JR郡山駅西口3番バス乗り場より福島交通バス「東部ニュータウン」行で約20分
- JR郡山駅西口5番バス乗り場より福島交通バス「郡山美術館経由東部ニュータウン」行で約15分